# Meringosphaera
Meringosphaera is een geslacht van protisten en behoort tot de Centrohelida.
De soorten van dit geslacht hebben naar verluidt een wereldwijde distributie, inclusief Eurazië, Afrika en Noord-Amerika.
- Meringosphaera aculeata Pascher
- Meringosphaera mediterranea Lohmann
- Meringosphaera spinosa Prescott
- Meringosphaera tenerrima Schiller